# 白新線
白新線（日语：／ Hakushin sen */?）是一條連結新潟縣新潟市中央區的新潟站與新潟縣新發田市的新發田站，屬於東日本旅客鐵道（JR東日本）的鐵路線（幹線）。白新線得名於最初計劃是連接白山站與新潟站，而後來白山車站移至貨物線。

## 路線資料
- 管轄（事業類別）、路段（營業距離）
  - 東日本旅客鐵道（第一種鐵道事業者）
    - 新潟－新發田 27.3公里（新潟－上沼垂信號場 1.9公里與信越本線重複。此處顯示為基本計劃，路線名稱上起終點逆轉。距離標及平交道編號由新發田站起計算）

  - 日本貨物鐵道（第二種鐵道事業者）
    - 上沼垂信號場－新發田（25.4公里）
- 軌距：1067毫米
- 站數：10個（包括起終點站）
  - 若只限屬於白新線的車站，排除屬於信越本線的新潟站、屬於羽越本線的新發田站[1]）則為8個。
- 複線路段：新潟－新崎
- 電氣化路段：全線電氣化（直流電1500V）
- 閉塞方式：自動閉塞式
- 保安裝置：ATS-Ps
- 運轉指令所（日语：運転指令所）：新潟綜合指令室（新潟貨物總站－新發田CTC）
- 最高速度：優等列車120公里/小時、普通列車100公里/小時

全線由JR東日本新潟支社管轄。旅客資訊的路線顏色為粉紅色。
全線根據旅客營業規則包括在大都市近郊區間的「新潟近郊區間」與IC乘車卡「Suica」的新潟地域內。

## 運行形態

### 廣域運送
線路上運行有接續上越新幹線的特急「稻穗號」（いなほ）。此外，這裡線路上還運行有在新潟 - 米澤之間開行的快速「紅花號」（べにばな）和新潟 - 酒田、象潟之間開行的快速「閃亮羽越號」（きらきらうえつ）列車。白新線也是日本海縱貫線的一部份，因此也有貨物幹線的重任，東新潟車站內有新潟貨物樞紐，越後石山（信越本線貨物支線） - 新潟貨物總站 - 新發田之間運行有眾多開往關東、關西方面和東北、北海道的貨物列車。

## 車站列表
- 站名 … （貨）：貨物專用站、◇：貨物取扱站（除貨物專用站外。沒有定期貨物列車到發）
- 停車站
  - 普通…停靠所有旅客站
  - 快速（包括「紅花」「Rakuraku Train村上（日语：らくらくトレイン）」）…●停靠、｜通過
  - 特急…參見「稻穗」
- 軌道 … ∥：複線路段、◇：單線路段（所有車站均可進行列車交會）、∨：此起往下為單線
- 所有車站均位於新潟縣內

| 中文站名           | 日文站名 | 英文站名 | 站間營業距離 | 累計營業距離 | 快速 | 接續路線                                                                   | 軌道 | 所在地   | 所在地   |
| ------------------ | -------- | -------- | ------------ | ------------ | ---- | -------------------------------------------------------------------------- | ---- | -------- | -------- |
| 新潟               |          |          | -            | 0.0          | ●    | 東日本旅客鐵道： 上越新幹線、■信越本線（直通）、■越後線（直通）、■磐越西線 | ∥    | 新潟市   | 中央區   |
| 上沼垂信號場       |          | /        | -            | 1.9          | ｜   | 日本貨物鐵道：信越本線貨物支線（燒島站方向）                               | ∥    | 新潟市   | 中央區   |
| 東新潟             |          |          | 5.0          | 5.0          | ｜   |                                                                            | ∥    | 新潟市   | 東區     |
| （貨）新潟貨物總站 |          | /        | 5.0          | 5.0          | ｜   | 日本貨物鐵道：信越本線貨物支線（越後石山站方向）                           | ∥    | 新潟市   | 東區     |
| 大形               |          |          | 2.0          | 7.0          | ｜   |                                                                            | ∥    | 新潟市   | 東區     |
| 新崎◇              |          |          | 2.6          | 9.6          | ｜   |                                                                            | ∨    | 新潟市   | 北區     |
| 早通               |          |          | 1.9          | 11.5         | ｜   |                                                                            | ◇    | 新潟市   | 北區     |
| 豐榮               |          |          | 3.5          | 15.0         | ●    |                                                                            | ◇    | 新潟市   | 北區     |
| 黑山◇              |          |          | 3.0          | 18.0         | ｜   | 新潟縣：黑山站分岐新潟東港專用線（新潟東港鐵道）                           | ◇    | 新潟市   | 北區     |
| 佐佐木             |          |          | 3.0          | 21.0         | ｜   |                                                                            | ◇    | 新發田市 | 新發田市 |
| 西新發田           |          |          | 3.3          | 24.3         | ｜   |                                                                            | ◇    | 新發田市 | 新發田市 |
| 新發田◇            |          |          | 3.0          | 27.3         | ●    | 東日本旅客鐵道：■羽越本線（直通至村上方向）                                | ◇    | 新發田市 | 新發田市 |

1. ↑  磐越西線的正式終點為新津站，但一部分列車會經信越本線直通至新潟站
2. ↑  與信越本線的設施上的分岐點
3. ↑  列車的運行由日本貨物鐵道負責。

### 過去的接續路線
- 新發田站：赤谷線（1984年4月1日廢除）